# STARLESS NIGHT/-VENUS/SORRY LOVE (HIGHCOMMUNICATIONS 2007-2008 Live Ver.)
『STARLESS NIGHT/-VENUS/SORRY LOVE (HIGHCOMMUNICATIONS 2007-2008 Live Ver.)』（スターレス ナイト／マイナス ヴィーナス／ソーリー ラブ (ハイコミュニケーションズ 2007-2008 ライブ バージョン)）は、GLAY初のデジタルシングル。

## 概要
- GLAY初の音楽配信シングル。
- MUSICOにて3月3日に「SORRY LOVE (HIGHCOMMUNICATIONS 2007-2008 Live Ver.)」、3月17日に「STARLESS NIGHT／-VENUS」がそれぞれ先行配信された。
- 4月16日より各音楽配信サイトからも配信がスタート。
- のちに発売された38thシングル「VERB」の初回盤に「-VENUS」、通常版に「STARLESS NIGHT」がそれぞれ収録された。
- 2025年現在、配信はされていない。

## 収録曲
1. STARLESS NIGHT
  - 作詞・作曲：TAKURO

2007年11月よりスタートした “HIGHCOMMUNICATIONS TOUR 2007-2008”で披露された新曲。当時は未発表曲でありながら、ライブ中ではオーディエンスを交えて大合唱となっていた。
2. -VENUS
  - 作詞・作曲：TAKURO

ツアーの合間をぬってレコーディングされた楽曲。『STARLESS NIGHT』の世界観とは正反対のトーンで成された攻撃的ロックチューン。
3. SORRY LOVE (HIGHCOMMUNICATIONS 2007-2008 Live Ver.)
  - 作詞・作曲：TAKURO

37thシングル「Ashes.EP」の3曲目のライブバージョン。“HIGHCOMMUNICATIONS TOUR 2007-2008” 2月18日渋谷C.C.Lemonホールの音源。未CD化。

## タイアップ
- 日本テレビ系『サッカー番組』イメージソング。（月刊サッカーアース、Jリーグ中継、日本代表戦中継）（#1）
- ECLIPSE 富士通テン"ECLIPSE"カーナビゲーション CMソング。（#1）

## 収録アルバム
STARLESS NIGHT
- rare collectives vol.4

-VENUS
- rare collectives vol.4